# Rosa María Serrano Sierra
Rosa María Serrano Sierra (ur. 11 listopada 1969 w Saragossie) – hiszpańska polityczka i działaczka samorządowa, senator, deputowana do Parlamentu Europejskiego X kadencji.

## Życiorys
Z wykształcenia administratywistka. Pracowała w prywatnych przedsiębiorstwach z branży usługowej. Była sekretarzem ds. prowincji Huesca w komisji wykonawczej aragońskiego oddziału Unión General de Trabajadores. Zaangażowała się w działalność polityczną w ramach Hiszpańskiej Socjalistycznej Partii Robotniczej (PSOE). W wyborach z kwietnia 2019 i listopada 2019 uzyskiwała mandat senatora. W latach 2019–2021 wchodziła w skład władzy wykonawczych miasta Huesca, gdzie odpowiadała za prawa socjalne i równouprawnienie; pełniła też funkcję zastępczyni alkada. Od 2021 do 2023 zajmowała stanowisko przedstawiciela hiszpańskiego rządu w Aragonii. W 2023 ponownie wybrana w skład Senatu. W 2024 uzyskała mandat posłanki do Parlamentu Europejskiego X kadencji.